# Stockholm kerületei

Stockholm kerületei 2007. január 1. óta

Svédország fővárosa, Stockholm a 2007. január 1-jén életbe lépett közigazgatási reform óta 14 kerületből áll. A korábbi 18 kerületből az alábbi összevonásokkal jött létre a jelenlegi 14:
Enskede-Årsta és Vantör összevonásával Enskede-Årsta-Vantör, Hägersten és Liljeholmen összevonásával Hägersten-Liljeholmen, Kista és Rinkeby összevonásával Rinkeby-Kista, valamint Maria-Gamla stan és Katarina-Sofia összevonásával Södermalm.
| - Bromma (59 000 fő) - Enskede-Årsta-Vantör (81 000 fő) - Farsta (45 000 fő) - Hägersten-Liljeholmen (60 000 fő) - Hässelby-Vällingby (59 000 fő) | - Kungsholmen (53 000 fő) - Norrmalm (61 000 fő) - Rinkeby-Kista (46 000 fő) - Skarpnäck (40 000 fő) - Skärholmen (31 000 fő) | - Spånga-Tensta (34 000 fő) - Södermalm (524 000 fő) - Älvsjö (21 000 fő) - Östermalm (61 000 fő) |

## Bromma kerületrészei
- Abrahamsberg, Alvik, Beckomberga, Blackeberg, Bromma Kyrka, Bällsta, Eneby, Höglandet, Mariehäll, Nockeby, Nockebyhov, Norra Ängby, Olovslund, Riksby, Smedslätten, Stora Mossen, Södra Ängby, Traneberg, Ulvsunda, Ulvsunda industriområde, Åkeshov, Åkeslund, Ålsten és Äppelviken.

## Enskede-Årsta-Vantör kerületrészei
- Enskedefältet, Enskede Gård , Gamla Enskede + Dalen, Johanneshov, Stureby, Årsta és Östberga.
- (Enskededalen városrész Skarpnäck kerülethez tartozik!).
- Bandhagen, Högdalen, Örby, Rågsved és Hagsätra.
- A metró megépítésével Vantör lakossága urgrásszerűen megnőtt az 50-es és 60-as években. Örby lakossága a 19. században csökkent, a 20. században ugyancsak nőni kezdett.

## Farsta kerületrészei
- Fagersjö, Farsta, Farstanäset, Farsta strand, Gubbängen, Hökarängen, Larsboda, Sköndal, Svedmyra és Tallkrogen.

## Hägersten-Liljeholmen kerületrészei
- Fruängen, Hägersten, Hägerstensåsen, Mälarhöjden és Västertorp, Liljeholmen, Aspudden, Gröndal, Midsommarkransen, Västberga és Hägersten.

## Hässelby-Vällingby kerületrészei
- Hässelby Gård, Hässelby Strand, Hässelby Villastad, Grimsta, Kälvesta, Nälsta, Råcksta, Vinsta és Vällingby.

## Kungsholmen kerületrészei
- Kungsholmen, Stadshagen, Kristineberg, Fredhäll, Marieberg, Lilla Essingen és Stora Essingen.

## Norrmalm kerületrészei
- Norrmalm, Vasastaden, Skeppsholmen.

## Rinkeby-Kista
Különösen  a nagyszámú bevándorlóról ismert. Itt a lakosok  75%-a bevándorló, szemben a 20%-os stockholmi átlaggal. A svéd nyelv egyik dialektusa, a török befolyásra kialakult  Rinkebysvenska, igen  elterjedt ebben a kerületben.

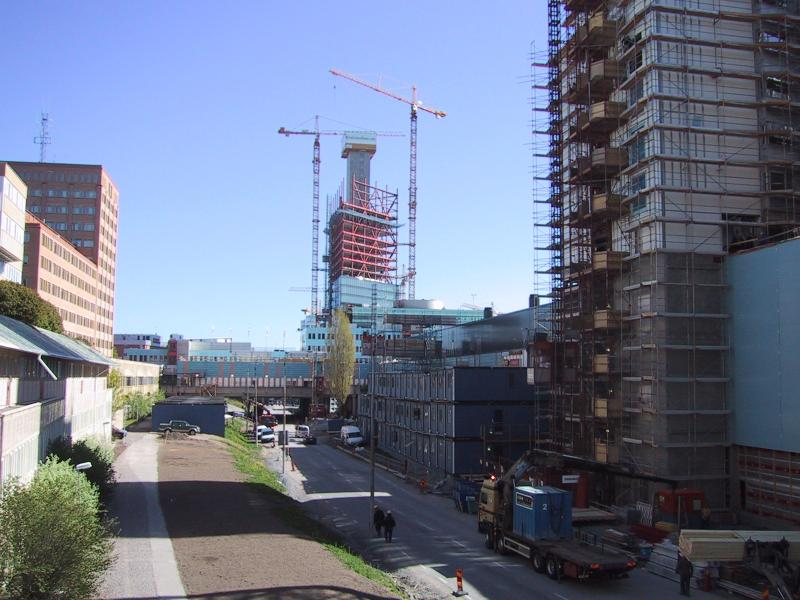
Kista

A stockholmi metró (amely itt 20 méter magasan halad) kettéválasztja Kistát egy nyugati részre (lakóházakkal) és egy keleti részre (nagy részben telekom és számítógépes cégekkel).
Kista ipari negyedét az 1970-es években kezdték el építeni olyan cégek, mint SRA (Svenska Radio Aktiebolaget) – most az Ericsson cég része –, valalmint az IBM Svenska AB. Kelet-Kistában jelenleg kb. 25 000 – 35 000-en dolgoznak.

## Skarpnäck kerületrészei
- Hammarbyhöjden, Björkhagen, Enskededalen, Kärrtorp, Bagarmossen, Skarpnäcks Gård,  Flaten,  Orhem és  Skrubba.
- A kerület az 1920-as években alakult meg, mikor az Enskededalen és Pungpinan városrészek épültek. Az 1930-as években felépültek az első lakások Hammarbyhöjden-ben is. Barntikehus-t a 40-es és 50-es években építették. Skarpnäcks Gård az 1980-as években épült be.

## Skärholmen kerületrészei
- Bredäng, Sätra, Skärholmen és Vårberg.

## Spånga-Tensta kerületrészei
- Bromsten, Flysta, Solhem, Lunda,  Sundby, Tensta és Hjulsta.

## Södermalm
- Södermalm, Gamla stan, Riddarholmen, Långholmen, Reimersholme szigetei, valamint Södra Hammarbyhamnen.

## Älvsjö kerületrészei
- Herrängen, Långbro, Långsjö, Älvsjö, Solberga, Örby Slott és Liseberg.

## Östermalm kerületrészei
- Östermalm, Hjorthagen, Ladugårdsgärdet, valamint a Djurgården (Södra Djurgården és Norra Djurgården).

## Külső hivatkozások
- Bromma – Hivatalos honlap
- Enskede-Årsta – Hivatalos honlap
- Farsta – Hivatalos honlap
- Hägersten – Hivatalos honlap
- Hässelby-Vällingby – Hivatalos honlap
- Katarina-Sofia – Hivatalos honlap
- Kista – Hivatalos honlap
- Kista Science City
- Kungsholmen
- Liljeholmen – Hivatalos honlap
- Maria-Gamla stan – Hivatalos honlap
- Norrmalm – Hivatalos honlap
- Rinkeby – Hivatalos honlap
- Skarpnäck – Hivatalos honlap
- Skärholmen – hivatalos honlap
- Skärholmen, Stockholm város weboldalán
- Spånga-Tensta – Hivatalos honlap
- Vantör – Hivatalos honlap
- Älvsjö – Hivatalos honlap
- Östermalm – Hivatalos honlap